# Domenico Purificato
Domenico Purificato (Fondi, 14 marzo 1915 – Roma, 6 novembre 1984) è stato un pittore italiano.

## Biografia
Conseguita la maturità classica si dedica alla pittura pur continuando gli studi di Giurisprudenza. 
Nel 1934 si trasferisce a Roma dove conosce il compaesano Libero de Libero che lo introduce nell'ambiente artistico della Scuola Romana.
Espone per la prima volta nel 1936 presso la galleria la "Cometa" di Roma. Artista poliedrico, dal 1940 al 1943 è redattore della rivista Cinema, per la quale, tra l'altro, nel 1940 scrive una serie di 12 articoli sul rapporto tra cinema e pittura. Ne diventa anche direttore responsabile in sostituzione di Vittorio Mussolini a partire dal 25 luglio e sino alla chiusura del periodico alla fine del 1943 a causa degli eventi bellici.
Nel 1953 partecipa alla prima Mostra sindacale del Sindacato provinciale romano aderente alla Federazione Nazionale Artisti di Roma, assieme ad artisti come Eliano Fantuzzi, Renato Guttuso, Carlo Levi, Vito Apuleio, Giuseppe Canizzaro, Nino Chillemi, Gino Franchina; Nino Gasparri; Maria Giarrizzo; Adelina Giuliani; Lorenzo Guerrini; Leo Guida; Pietro Cascella, Sestilio Picari; Vincenzo Piras; Linda Puccini; Filiberto Sbardella; Attilio Ragni; Antonietta Raphael; Anna Salvatore; Antonio Sanfilippo; Carmelo Savelli; Mario Samonà; Carlo Soricelli; Gino Zocchi; Joseph Strachota, Mario Mafai.
Nello stesso anno è anche tra i protagonisti della mostra di arti figurative "L'Arte nella vita del Mezzogiorno d'Italia" tenutasi al Palazzo delle Esposizioni di Roma con l'opera "Ricordo di Ciociaria".
Nel dopoguerra è protagonista a Roma del neorealismo, immortalando nelle sue tele gente del popolo, figure e scene campestri della vita quotidiana. Aderisce al P.C.I., da cui si dimetterà nel 1956 assieme ad alcune altre personalità della cultura, a causa del dissenso per i fatti d'Ungheria.
Con il regista neorealista e amico Giuseppe De Santis collabora nel 1956 curando lo studio del colore, la scenografia e i costumi per il film Giorni d'amore.

Prende parte a sei edizioni della Quadriennale di Roma (dal 1943 al 1965) e a quattro edizioni della Biennale di Venezia (dal 1948 al 1954).
Mantiene contatti costanti con il territorio ciociaro e nel 1962 è componente della commissione esaminatrice, insieme al critico d'arte e docente universitario Valerio Mariani, lo scultore Enrico Martini, i giornalisti Claudia Refice, Costanzo Costantini e Guglielmo Quadrotta ed il presidente dell'EPT di Frosinone Giovanni Gigliozzi, alla mostra "Ciociaria vi presenta" tenutasi Roma presso Palazzo delle Esposizioni, per l'assegnazione dei premi acquisto. Come pure, nell'aprile del 1963, al concorso "Pittura in Ciociaria" tenutosi presso l'Abbazia di Casamari, è componente della giuria presieduta da Giorgio De Chirico, insieme a Felice Ludovisi, Franco Miele, Claudia Refice, Carlo Savini, Giuseppe Selvaggi, Gisberto Ceracchini ed il pittore Michele Rosa.
Nel 1972 viene nominato direttore dell’Accademia di Brera a Milano dove rimane in carica fino al 1980. Disegna scenografie e costumi per il teatro. A lui è dovuto anche un mosaico nella lunetta del duomo medievale di Fondi sua città natale.
Istituisce il 10 novembre 1974 il Premio Fondi "La Pastora" per la drammaturgia e lo spettacolo teatrale  . Contemporaneamente recensisce note critiche, interviene nel dibattito artistico collaborando con giornali e riviste come "Maestrale", "Rinascita", "La Fiera Letteraria". Dirige il mensile "Figura", tra i suoi saggi teorici sull'arte: La pittura dell'Ottocento italiano (Sciascia, Caltanissetta-Roma 1959), I colori di Roma (Adriatica, Bari 1965), Callimaco, una pittura per l'uomo (Trevi, Roma 1971), e il postumo Come leggere un quadro (Rusconi Immagini, Milano 1985). Scompare nel 1984 all'età di 69 anni, a seguito di un ictus.

## Riconoscimenti
All'artista sono intitolati una scuola a Roma, in zona Fonte Meravigliosa-Cecchignola, e lo Stadio Domenico Purificato di Fondi, impianto casalingo della squadra di calcio locale.

Sue opere si trovano nella Galleria nazionale d'arte moderna e contemporanea di Roma e in altre importanti collezioni pubbliche e private.

## Opere
Nei dipinti degli anni trenta Purificato aderì ai modi della Scuola romana, influenzato dalla pittura di Scipione (vd. Autoritratto) e dalla frequentazione di Cagli e Mafai. Segue un periodo in cui le figure, risolte in tonalità terrose e pastello, sono immerse in un'atmosfera atemporale ed arcadica (vd. "Gita in barca").
Negli anni quaranta e cinquanta l'artista divenne uno dei più acclamati pittori della corrente realista sociale (vd. "I naufraghi"). Risale al 1951 il dipinto "I ragazzi di Tormarancio", con il quale il pittore vinse il Premio della pace organizzato a Roma, presso la Galleria La Conchiglia, dalle riviste Vie nuove e Rinascita.
Attraverso le opere dipinte negli ultimi trenta anni della propria vita, periodo in cui l'artista sarà celebrato in importanti mostre museali (nel 1974 viene organizzata una sua mostra antologica a Palazzo Reale di Milano, nel 1983 a Castel Sant'Angelo a Roma e nel 1984 a Palazzo dei Diamanti a Ferrara) come uno dei più significativi pittori viventi, Purificato supera il realismo sociale. Al pittore interessa indagare sul rapporto viscerale, senza tempo, spesso conflittuale, tra l'uomo, la propria terra, la natura ed il mondo animale nonché il divario tra natura e progresso.
Sono gli anni dell'enorme sviluppo industriale italiano, a cui si è aggiunto il boom economico e la crescita demografica, e Purificato avverte che la relazione sacra dell'uomo con la natura va progressivamente e dolorosamente spezzandosi nel tempo. La solitudine dell'uomo e della donna, la loro voglia di tenerezza e la consapevolezza del momento e della transitorietà della vita affiorano in tutta la loro potenza, ma anche delicatezza, nei dipinti del Maestro (vd. "Uomo nel canneto", "Pescatore con gabbiani", "Donna con gallo", "Amanti nel bosco"). Purificato fu essenzialmente pittore di figura ma furono molto apprezzati, soprattutto per la ricerca coloristica, basata su una ristretta gamma di colori (bianco, verde e blu cobalto), anche i paesaggi, in particolare quelli mediterranei.
Di grande rilievo è inoltre l'attività di Purificato come scenografo, che culminò nel 1970 con la realizzazione della scenografia ed il disegno dei costumi per il teatro dell’Opera di Roma, in occasione della rappresentazione del balletto Petruška di Igor′ Stravinskij.